# Julio Musimessi
Julio Musimessi (Corrientes, 9 juli 1924 – Morón, 4 september 1996) was een Argentijnse voetballer. 
Musimessi startte zijn carrière bij Newell's Old Boys uit Rosario. Na negen jaar verkaste hij naar Boca Juniors, waar hij een jaar later de titel mee haalde. Aan het einde van zijn carrière speelde hij nog voor het Chileense Club Green Cross. 
Hij speelde ook veertien wedstrijden voor het nationale team en maakte deel uit van het elftal dat de Copa América 1955 won. Hij nam ook nog deel aan de Copa América 1956 en aan het WK 1958. 
Na zijn spelerscarrière opende hij een bar in de stad Morón.